# 宿萼毛茛
宿萼毛茛（学名：Ranunculus glacialiformis）为毛茛科毛茛属下的一个种。

## 扩展阅读
- 維基物種上的相關：宿萼毛茛